# VOICHA!RADIO
VOICHA!RADIO（ボイチャ!ラジオ）は、2010年3月10日よりHiBiKi Radio Stationで、配信されていたインターネットラジオ番組。
声優雑誌『VOICHA!』と全面タイアップで行なわれているので、『VOICHA!』に登場した声優・アーティストなどがゲストに登場する。また、通販サイトANIMONのクレジットが入っていることから、お知らせコーナーではANIMONおすすめ商品を使って遊ぶ。

## 概要
配信日
- 隔週水曜日

放送局
- HiBiKi Radio Station

## パーソナリティ
- 宮崎羽衣；番組では、ういうい、ういちゃん等と呼ばれる。
- 江口拓也：番組で「自分を一言で表すと？」のと問いに『サンシャインフラワー!』と叫んだことにより、サンシャインさんと呼ばれる。
- カノン（アンティック-珈琲店-）

## 番組コーナー
VOICHA!掲載への道
宮崎編集長が、新人VOICHA!編集部員江口とリスナー編集部員の考える本誌掲載企画に公開ダメ出しをするコーナー。良い企画は、VOICHA!本誌内VOICHA!RADIO連載ページにて展開される。
第1回宮崎羽衣＆江口拓也インタビュー　
第2回宮崎羽衣＆江口拓也イラスト対決（描かれたイラストは、読者プレゼントされた）　
第3回宮崎羽衣＆江口拓也＆IMAJOイラスト対決（描かれたイラストは、読者プレゼントされた。）
第4回宮崎羽衣＆江口拓也＆Teamねこかんイラスト対決（描かれたイラストは、読者プレゼントされた。）
伝説のインタビュアー
本誌には絶対に掲載されないであろう、無茶苦茶な質問をインタビュアーになったつもりで投稿する。
コーナー初めてのゲスト、さかもといえぞうに無茶な質問をするも「海外ではもっと無茶なことを要求された」とあっさり返されハードルが上がった。
カノンのノンストップ!キャノン!!
携帯のベルゲーム「Pinky☆Distortion」を番組とVOICHA！紙面の両方で展開していく。

## ゲスト
- #1（2010年3月10日） - 井口（VOICHA!編集長）、カノン（アンティック-珈琲店-）
- #5（2010年5月5日） - 井口（VOICHA!編集長）
- #6（2010年5月19日） - カノン（アンティック-珈琲店-）
- #8（2010年6月16日） - IMAJO（サイキックラバー）
- #9（2010年6月30日） - mao
- #10（2010年7月14日） - 井口（VOICHA!編集長）
- #11（2010年7月28日） - カノン（アンティック-珈琲店-）
- #12（2010年8月11日） - Team.ねこかん[猫]（nyanyannya、sham）
- #14（2010年9月8日） - 吉岡亜衣加
- #17（2010年10月20日） - さかもとえいぞう (EIZO Japan)
- #22（2010年12月29日） - Team.ねこかん【猫】（nyanyannya、sham、JUNKA）
- #24（2011年1月26日） - カノン（アンティック-珈琲店-）